# داگلاس فلینت
داگلاس فلینت (به انگلیسی: Douglas Flint) (زاده ۸ ژوئیه ۱۹۵۵) کارآفرین، بانکدار و مدیر ارشد اجرایی بریتانیایی است، که اکنون به‌عنوان رییس هیئت مدیره بانک اچ‌اس‌بی‌سی فعالیت می‌نماید. فلینت فعالیت حرفه‌ای خود را، از کمپانی کی‌پی‌ام‌جی آغاز نمود. وی دارای رتبه امپراتوری بریتانیا است.